# 塞迪略
塞迪略，是西班牙埃斯特雷马杜拉卡塞雷斯省的一个市镇。总面积62平方公里，总人口554人（2001年），人口密度9人/平方公里。